# Tony Neef
Tony Neef (Leek, 29 januari 1961) is een Nederlands musicalacteur, zanger, tekstdichter en stemacteur.

## Achtergrond
Tony Neef werd geboren in Leek en groeide op in het nabijgelegen Roden. Hij stamt uit een muzikaal gezin; zijn ouders waren allebei lid geweest van een band. Gedurende een aantal jaren studeerde hij andragogie in Groningen, maar hij maakte deze studie niet af en verhuisde in 1988 naar Amsterdam. In diezelfde periode verscheen hij tweemaal op televisie als deelnemer aan de Soundmixshow; hij imiteerde er zowel De vieze man als Champaign. In 1991 studeerde Neef af aan de Academie voor Lichte Muziek in Hilversum.
Zijn professionele carrière begon Neef aan het begin van de jaren negentig bij theatergroep Jeans. Vervolgens speelde hij rollen in On The Air en Evita, maar zijn doorbraak bij het grote publiek kwam er dankzij de musical Miss Saigon, waarin hij tussen 1996 en 1999 de rol van Chris vertolkte. Daarna speelde hij belangrijke rollen in onder andere Chicago, Titanic, Saturday Night Fever en Les Misérables. Neef was ook te zien in kleinkunst-theaterprogramma's als Telkens weer het dorp, Purper en The World Goes 'Round. Tussen 2013 en 2015 kroop hij in de huid van Wim Sonneveld in de musical Sonneveld.
Neef werd in zijn carrière driemaal genomineerd voor een Musical Award: in 2006 in de categorie "Beste Mannelijke Hoofdrol in een Grote Musical" voor zijn rol als Oscar in Sweet Charity, in 2015 in de categorie "Beste mannelijke hoofdrol in een kleine musical" voor zijn rol als Wim Sonneveld in Sonneveld en in 2019 in de categorie "Beste mannelijke bijrol" voor zijn rol als oom Fester in The Addams Family.
Naast zijn activiteiten in het theater is Neef tevens als stemacteur te horen in vele animatiefilms en -series. Ook speelde hij als Perspiet mee in verschillende Nederlandse jeugdfilms van regisseur Martijn van Nellestijn, waaronder Sinterklaas en het Geheim van het Grote Boek (2008) en Sinterklaas en het Raadsel van 5 December (2011). In 2012 maakte Neef (samen met onder anderen Fred Butter, Nance Coolen, Rik Hoogendoorn en Esther Roord) deel uit van de vakjury van de Gouden Pepernoot, een stichting die prijzen uitreikt aan de beste Sinterklaasinitiatieven van Nederland.
Als tekstschrijver schreef Neef liedteksten voor onder anderen Willeke Alberti, Antje Monteiro en Jeroen van der Boom. Laatstgenoemde scoorde in 2007 een nummer 1-hit in Nederland en Vlaanderen met de door Neef geschreven single Jij bent zo. Zelf bracht Neef in 1999 een soloalbum uit, getiteld Nooit verwacht.
Driemaal deed Neef mee aan het Nationaal Songfestival: in 1990 met het nummer Alles, in 1992 met Nooit geweten (in duet met Hella Koffeman) en in 2005 met How does it feel (als lid van de groep Airforce). Geen van deze inzendingen won, al eindigde Airforce op een eervolle tweede plaats.

## Carrière

### Theater
- 1990/1994 - Jeans 2, 3 en 4, als solist
- 1994/1995 - On The Air, als solist
- 1995/1996 - Evita, als ensemble en understudy Che Guevara
- 1996/1999 - Miss Saigon, als Chris
- 1999/2001 - Chicago, als Billy Flynn
- 2001 - Rocky over the rainbow, als Frank
- 2001/2002 - Titanic, als Thomas Andrews
- 2002 - Musicals in Ahoy'- All Star Musical Gala, als solist
- 2002/2003 - Saturday Night Fever, als DJ Monty
- 2003/2004 - Telkens  weer het dorp, als solist
- 2004 - Musicals in Ahoy'- Musical meets Movie, als solist
- 2005 - Songfestival in concert, als solist
- 2005 - Hommage aan het Nieuwe de la Mar Theater, als solist
- 2005/2006 - Sweet Charity, als Oscar Lindquist
- 2006 - Purper, als solist
- 2006 - Musicals in Ahoy' 2006, als solist
- 2007 - Shhh...it happens!, als Stone
- 2007/2008 - Musical to the Max, als solist
- 2008 - The World Goes ´Round, als solist
- 2008/2009 - The Huurder, als solist
- 2008/2009 - Les Misérables, als alternate Jean Valjean
- 2009/2010 - Purper, als solist
- 2010/2011 - Crazy Shopping, als Dominee Bob
- 2011 - Cyrano, als Cyrano
- 2011/2012 - Vroeger of Later, als solist
- 2012 - Musical Classics in Ahoy, als solist
- 2012/2013 - Annie, als Oliver Warbucks
- 2013/2014 - Sonneveld, als Wim Sonneveld
- 2014/2015 - The Sound of Music, als Max Dettweiler
- 2015 - Sonneveld in DeLaMar, als Wim Sonneveld
- 2016 - Beauty and the Beast, als Lumiere
- 2017 - Weet Je Nog Wel, als solist
- 2018 - Elisabeth in Concert, als Luigi Lucheni
- 2018/2019 The Addams Family, als Oom Fester
- 2019 - Aida in concert, als Zoser
- 2019 - Weet Je Nog Wel 2, als solist
- 2020 - Haal Het Doek Maar Op - Van Appelscha Tot Zierikzee , als Rolf Molenaar
- 2021 - Showstoppers - In Concert, als solist

### Films/series
- 1998: Pittige tijden - Gastrol: aflevering 76, seizoen 3
- 2008: Sinterklaas en het Geheim van het Grote Boek - Perspiet
- 2009: Sinterklaas en de Verdwenen Pakjesboot - Perspiet
- 2010: Sinterklaas en het Pakjes Mysterie - Perspiet
- 2011: Sinterklaas en het Raadsel van 5 December - Perspiet
- 2013: Sinterklaas en de Pepernoten Chaos - Brutus Brein
- 2024: Cas de Ranger en de dinodief - Barend berenklauw

### Tekenfilms en nasynchronisaties
Onder andere: 
- 1993: Rocko's Modern Life - Rocko
- 1995: Robbedoes - Robbedoes
- 1999: Ed, Edd n Eddy - Kevin
- 1997: Noddy
- 1997: Hercules - volwassen Hercules
- 1998: Hercules: The Animated Series - Hercules
- 2000: Dinosaur - Aladar
- 2001: Harry Potter - Professor Krinkel
- 2001: Ice Age - Lenny
- 2002: He-Man and the Masters of the Universe (2002) - Keldor/Skeletor
- 2003: The Fairytaler - Verschillende personages
- 2004: Shrek 2 - Droomprins
- 2004: Far Far Away Idol - Droomprins
- 2004: What's with Andy? - Andy
- 2004: Barbie als de Prinses en de Bedelaar - Nick
- 2004: The Polar Express
- 2005: Café de Wereld - Barhomo Remco
- 2005: Shin Chan - Max en Mort
- 2006: De Tofu's (titelsong vertaald en ingezongen)
- 2007: Spiderman - Spiderman
- 2007: Shrek de Derde - Droomprins
- 2007: Pokémon - Professor Oak/Harley/Pokédex
- 2008: Kipper - Kipper
- 2008: Hannah Montana - Robby Ray
- 2008: Barbie en het Diamantkasteel - Ian
- 2009: Beverly Hills Chihuahua - Sebastian
- 2009: Eon Kid - Blikkie
- 2009: Pokémon 11: Giratina en de Krijger van de Lucht - Zero
- 2009: Igor - Igor
- 2009: Ice Age: Dawn of the Dinosaurs - Crash
- 2010: Shake It Up - Gary Wilde
- 2010: Alice in Wonderland - Hartenboer
- 2010: Harry Potter en de Relieken van de Dood deel 1 - Bloedhond Kolier
- 2010: Transformers: Prime - Knock Out
- 2010: Scared Shrekless - Droomprins
- 2011: Casper en Lisa (titelsong ingezongen)
- 2011: Fire Breather - Barnes
- 2011: Harry Potter en de Relieken van de Dood deel 2 - Bloedhond Kolier
- 2011: The Muppets - de menselijke versie van Walter, de Muppet versie van Gary
- 2012: Walibi (miniserie) - Haaz/Squad
- 2012: Walibi Rokken Roll - Haaz
- 2012: Hotel Transylvania - Geert de Weerwolf
- 2013: Despicable Me 2 - Antonio
- 2013 - Gravity Falls - Bill Codex (Eerste stem) Deputy Durland (Seizoen 2),  Lee (Eerste stem), Sev'ral (3e stem), Frans, Ivan
- 2013: Frozen - Oaken
- 2013: Turbo - Guy Gagné
- 2014: Pinguïns van Madagascar - Doctor Octavius Brine
- 2015: Popples - Yikes
- 2015: Hotel Transylvania 2 - Geert de Weerwolf
- 2015: The Nut Job - Grayson
- 2018: Hotel Transylvania 3: Summer Vacation - Geert de Weerwolf
- 2018: Up and Away
- 2020: Lassie
- 2021: What If...? - Ebony Maw en Dr. Erskine
- 2022: Hotel Transylvania: Transformania - Geert de Weerwolf
- 2022: The Ice Age Adventures of Buck Wild - Crash

### Videospellen
| Titel                                                           | Van  | Rol(len) |
| --------------------------------------------------------------- | ---- | -------- |
| De Legende van Spyro: een Draak is Geboren (Nederlandse versie) | 2006 | Kane     |
| Disney Infinity 3.0                                             | 2015 | Olaf     |

### Discografie
Onder andere:
- 1997: De laatste nacht – Tony Neef, duet met Linda Wagenmakers (single)
- 1999: Nooit verwacht – Tony Neef (soloalbum)
- 1999: Margootje – Tony Neef (B-kant single Een gevoel van geluk)
- 2002: Ich bin wie du – Heidi und die Heino’s (single)
- 2004: De schat van Amadoris – luisterboek stichting Iriza
- 2005: Songfestival in Concert (album / dvd)
- 2005: May we have your votes please? (Songfestivalmedley) – Your Votes (single)
- 2005: How does it feel – Airforce (single)
- 2005: Volare – Tony Neef (B-kant single How does it feel van Airforce)
- 2006: Met een woord van jou – Tony Neef, duet met Willeke Alberti (album Heb ik vandaag al gezegd)
- 2008: Musical to the Max – live-registratie van de theatershow in Carré
- 2008: Together we will stand – 4 You (single)

### Tekstdichter
- 1999: Een gevoel van geluk – Tony Neef (album Nooit verwacht)
- 1999: Dat meende je toch niet – Tony Neef (album Nooit verwacht)
- 1999: Jij kunt zeggen wat je wilt – Tony Neef (album Nooit verwacht)
- 1999: Nooit verwacht – Tony Neef (album Nooit verwacht)
- 1999: Hoe kon de zon weer ondergaan  – Tony Neef, duet met Paul de Leeuw (album Nooit verwacht)
- 2002: Wir sind Heidi und die Heino’s – Heidi und die Heino’s (B-kant single Ich bin wie du)
- 2006: ’t Regent – Willeke Alberti (album Heb ik vandaag al gezegd)
- 2006: Wat de wereld mist – Willeke Alberti (album Heb ik vandaag al gezegd)
- 2006: Met een woord van jou – Willeke Alberti, duet met Tony Neef (album Heb ik vandaag al gezegd)
- 2007: Jij bent zo – Jeroen van der Boom (single)
- 2008: Jouw ogen... – Wolter Kroes (album Echt niet normaal!)
- 2008: Ik heb zo vaak aan jou gedacht – Wolter Kroes (album Echt niet normaal!)
- 2008: Jij zal altijd van mij zijn – Antje Monteiro (single)
- 2008: Denk aan mij – Robert Leroy (single)
- 2009: Ineens – Antje Monteiro (single)
- 2009: Lelijk ding - Erikah Karst (album Eigenwijs)
- 2009: Jammer maar helaas – Ruth Jacott (single)
- 2011: Ik ben er nog – Willeke Alberti (album Ik ben er nog)
- 2011: Jij bent te gek voor mij – Wesley Klein (single)
- 2012: Kleuren – Jeans (single)
- 2012: Wat een ander ook zegt – Antje Monteiro (single)
- 2013: Mama – Marc Canto (single)
- 2013: Missen – Jeroen van der Boom (single)
- 2013: Kom d'r bij – Vinzzent (single)
- 2014: Rio (WK versie) – Gerard Joling (single)
- 2014: Ik ga maar – Wesly Bronkhorst (single)
- 2019: Ik mis je meer en meer – Tim Douwsma (single)